# Banho de lama

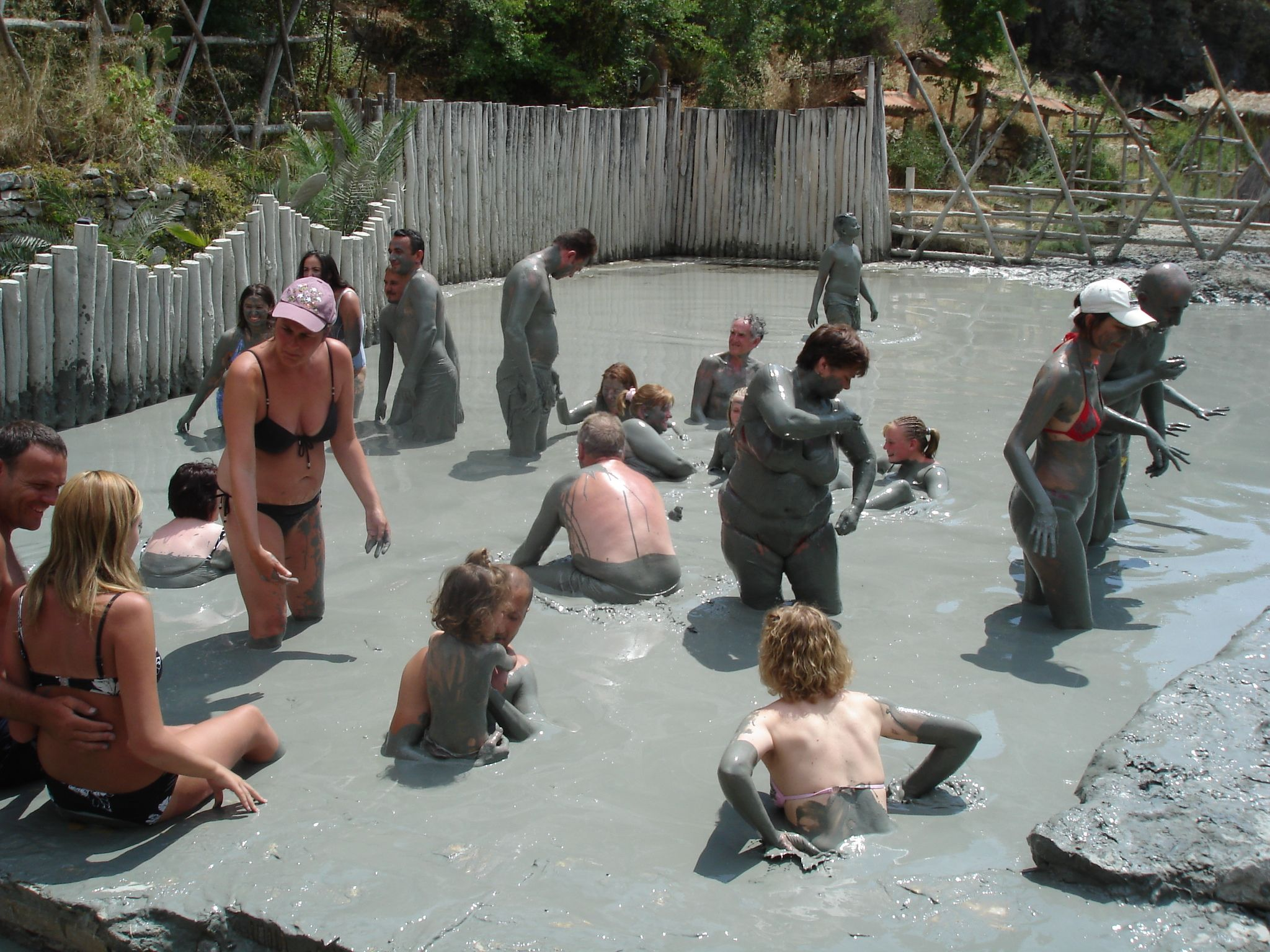
Banho de lama na Turquia

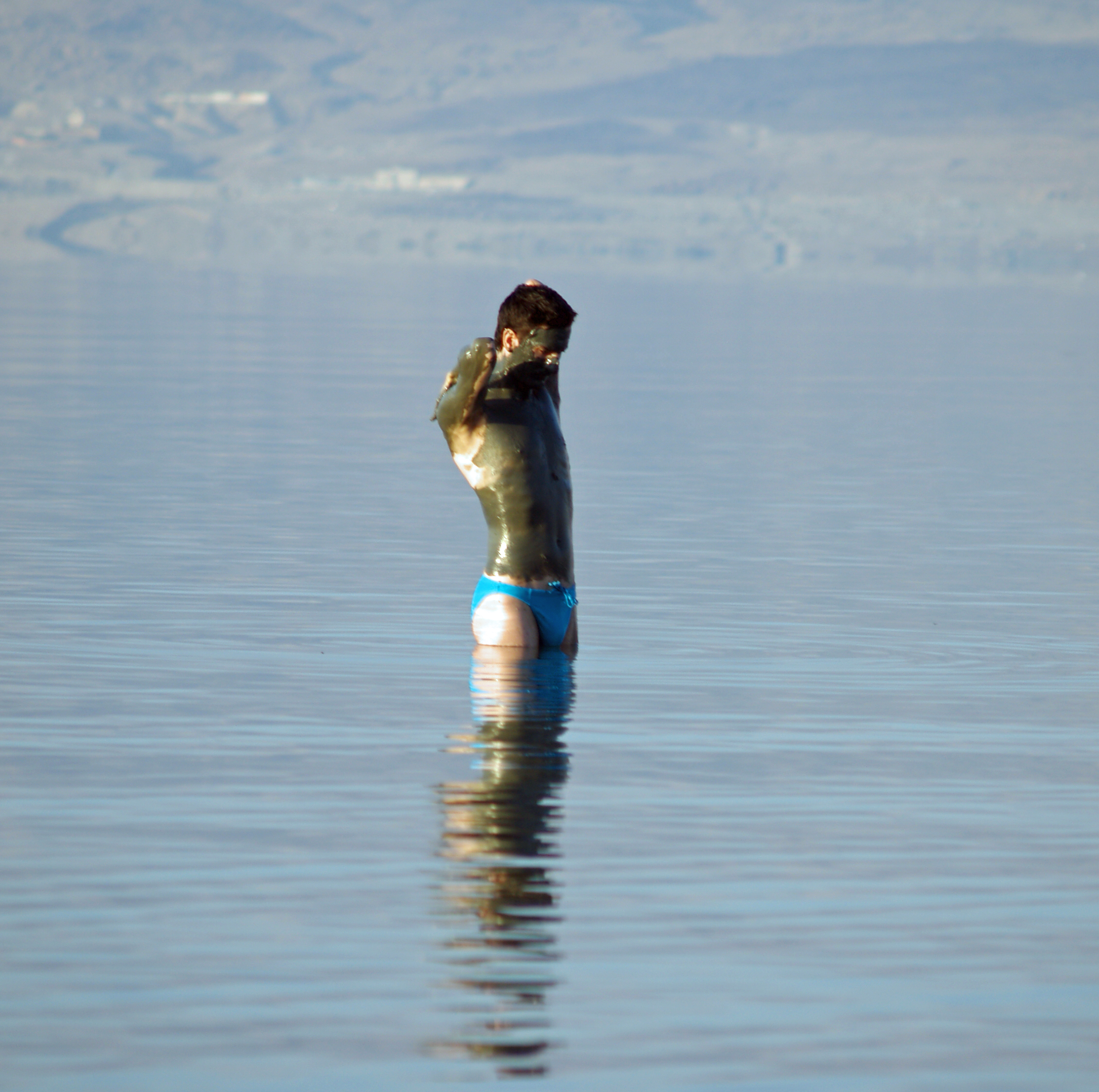
Banhista coberto de lama no Mar Morto

Um banho de lama é um tratamento terapêutico de spa que envolve a imersão em lama quente, que pode ser em uma fonte termal natural ou uma piscina geotérmica. Os banhos de lama são usados há séculos para promover a saúde e relaxamento, sendo populares ainda hoje em muitas partes do mundo.
A lama usada nos banhos é geralmente uma combinação de argila natural rica em minerais e água, aquecida a uma temperatura confortável. A lama é então aplicada ao corpo e a pessoa fica de molho na lama algum tempo, por volta de 15 a 20 minutos.
São inúmeros os benefícios dos banhos de lama. O calor da lama ajuda a aumentar o fluxo sanguíneo e estimula o sistema imunológico, enquanto os minerais da lama possuem várias propriedades curativas. Os banhos de lama também ajudam a desintoxicar o corpo, aliviam a dor e a tensão muscular e melhoram a saúde da pele.
Além dos benefícios para o corpo, acredita-se que os banhos de lama ajudem a relaxar e rejuvenescer a mente. Muitas pessoas acham que a sensação quente e calmante da lama ajuda a reduzir o estresse e garante bem-estar.
Banhos de lama existem em spas e resorts mundialmente, da Califórnia à Itália até o Japão. Entre alguns dos destinos de banho de lama mais conhecidos estão Calistoga, no Vale de Napa, na Califórnia, onde os visitantes podem se banhar em fontes termais naturais cercadas por vinhedos pitorescos, e o Mar Morto em Israel, onde se diz que o alto teor de sal da água e da lama proporciona vários benefícios terapêuticos.
Banhos de lama vêm de muitas fontes:
- Lagos (por exemplo Lago Techirghiol na Romênia e Käina Bay na Estônia)
- Mar de água salgada (ex. Mar Morto na Jordânia[2] e Israel)
- Fontes termais (ex. Calistoga, Napa Valley, Califórnia)
- Vulcão de lama (ex. Ilha Tiga, Malásia,[3] El Totumo, Colômbia[4])

## Ver também

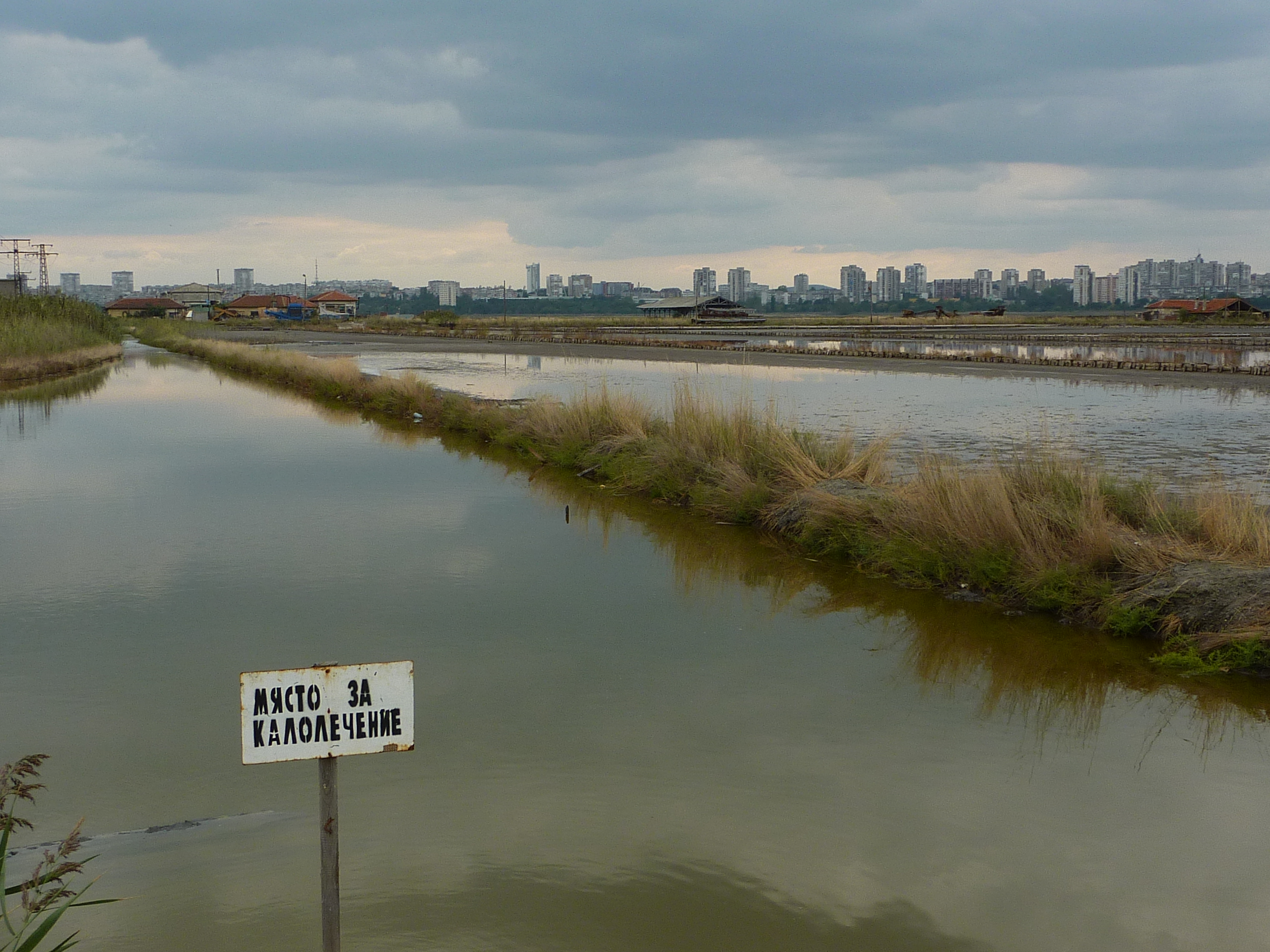
"Local de banho de lama" (de acordo com a placa) no Lago Atanasovsko da Bulgária